# Vlag van Bouillon
De vlag van Bouillon is op 21 december 2000 bij raadsbesluit vastgesteld als de vlag van de gemeente Bouillon in de Belgische provincie Luxemburg. De vlag kan als volgt worden beschreven:
Drie even hoge banen van rood, van wit en van rood.
De vlag werd pas op 7 juli 2003 bevestigd door de Franse Gemeenschapsregering. De vlag is volledig gebaseerd op het gemeentewapen en ziet er dus helemaal hetzelfde uit. Dit gemeentevlag is identiek aan de vlag van Leuven, en de vlag van Oostenrijk.

Vlag van Leuven
Vlag van Oostenrijk